# Liste der Nummer-eins-Hits in Neuseeland (1984)
Dies ist eine Liste der Nummer-eins-Hits in Neuseeland im Jahr 1984. Sie basiert auf den offiziellen Single und Albums Top 40, die im Auftrag von Recorded Music NZ, dem neuseeländischen Vertreter der IFPI, ermittelt werden. Es gab in diesem Jahr 17 Nummer-eins-Singles und 17 Nummer-eins-Alben.

## Singles
| ← 1983 ← | Liste der Nummer-eins-Hits in Neuseeland | Liste der Nummer-eins-Hits in Neuseeland | Liste der Nummer-eins-Hits in Neuseeland | 1985 →                    |
| \| Zeitraum \| Wo. ges. \| Interpret \| Titel Autor(en) \| Zusätzliche Informationen \| \| (Zeitraum, Wochen auf Platz eins, Interpret, Titel, Autor[en], zusätzliche Informationen) \| \| \| \| \| \| ----------------------------------------------------------------------------------------- \| -------- \| ------------------------- \| ------------------------------- \| ------------------------- \| \| 11. Dezember 1983 – 28. Januar 1984 7 Wochen \| 7 \| Billy Joel \| Uptown Girl \| – \| \| 29. Januar 1984 – 4. Februar 1984 1 Woche \| 1 \| Paul Young \| Come Back and Stay \| – \| \| 5. Februar 1984 – 18. Februar 1984 2 Wochen \| 2 \| Simple Minds \| Waterfront \| – \| \| 19. Februar 1984 – 17. März 1984 4 Wochen \| 4 \| Foster & Allen \| Maggie \| – \| \| 18. März 1984 – 14. April 1984 4 Wochen \| 4 \| Patea Maori Club \| Poi E \| – \| \| 15. April 1984 – 21. April 1984 1 Woche \| 1 \| Nena \| 99 Luftballons \| – \| \| 22. April 1984 – 5. Mai 1984 2 Wochen \| 2 \| Jimmy Cliff \| Reggae Nights \| – \| \| 6. Mai 1984 – 26. Mai 1984 3 Wochen \| 3 \| Cyndi Lauper \| Girls Just Want to Have Fun \| – \| \| 27. Mai 1984 – 2. Juni 1984 1 Woche \| 1 \| Lionel Richie \| Hello \| – \| \| 3. Juni 1984 – 30. Juni 1984 4 Wochen \| 4 \| Kenny Loggins \| Footloose \| – \| \| 1. Juli 1984 – 7. Juli 1984 1 Woche \| 1 \| Time Bandits \| I Am Only Shooting Love \| – \| \| 8. Juli 1984 – 28. Juli 1984 3 Wochen \| 3 \| The Special A.K.A. \| Free Nelson Mandela \| – \| \| 29. Juli 1984 – 15. September 1984 7 Wochen \| 7 \| Bob Marley \| One Love / People Get Ready \| – \| \| 16. September 1984 – 6. Oktober 1984 3 Wochen \| 3 \| Frankie Goes to Hollywood \| Two Tribes \| – \| \| 7. Oktober 1984 – 13. Oktober 1984 1 Woche \| 1 \| U2 \| Pride (In the Name of Love) \| – \| \| 14. Oktober 1984 – 8. Dezember 1984 8 Wochen \| 8 \| Stevie Wonder \| I Just Called to Say I Love You \| – \| \| 9. Dezember 1984 – 19. Januar 1985 6 Wochen \| 6 \| Billy Ocean \| Caribbean Queen \| – \| |                                          |                                          |                                          |                           |
| ← 1983 |                                          |                                          |                                          | → 1985 →                  |
| Zeitraum | Wo. ges.                                 | Interpret                                | Titel Autor(en)                          | Zusätzliche Informationen |
| (Zeitraum, Wochen auf Platz eins, Interpret, Titel, Autor[en], zusätzliche Informationen) |                                          |                                          |                                          |                           |
| 11. Dezember 1983 – 28. Januar 1984 7 Wochen | 7                                        | Billy Joel                               | Uptown Girl                              | –                         |
| 29. Januar 1984 – 4. Februar 1984 1 Woche | 1                                        | Paul Young                               | Come Back and Stay                       | –                         |
| 5. Februar 1984 – 18. Februar 1984 2 Wochen | 2                                        | Simple Minds                             | Waterfront                               | –                         |
| 19. Februar 1984 – 17. März 1984 4 Wochen | 4                                        | Foster & Allen                           | Maggie                                   | –                         |
| 18. März 1984 – 14. April 1984 4 Wochen | 4                                        | Patea Maori Club                         | Poi E                                    | –                         |
| 15. April 1984 – 21. April 1984 1 Woche | 1                                        | Nena                                     | 99 Luftballons                           | –                         |
| 22. April 1984 – 5. Mai 1984 2 Wochen | 2                                        | Jimmy Cliff                              | Reggae Nights                            | –                         |
| 6. Mai 1984 – 26. Mai 1984 3 Wochen | 3                                        | Cyndi Lauper                             | Girls Just Want to Have Fun              | –                         |
| 27. Mai 1984 – 2. Juni 1984 1 Woche | 1                                        | Lionel Richie                            | Hello                                    | –                         |
| 3. Juni 1984 – 30. Juni 1984 4 Wochen | 4                                        | Kenny Loggins                            | Footloose                                | –                         |
| 1. Juli 1984 – 7. Juli 1984 1 Woche | 1                                        | Time Bandits                             | I Am Only Shooting Love                  | –                         |
| 8. Juli 1984 – 28. Juli 1984 3 Wochen | 3                                        | The Special A.K.A.                       | Free Nelson Mandela                      | –                         |
| 29. Juli 1984 – 15. September 1984 7 Wochen | 7                                        | Bob Marley                               | One Love / People Get Ready              | –                         |
| 16. September 1984 – 6. Oktober 1984 3 Wochen | 3                                        | Frankie Goes to Hollywood                | Two Tribes                               | –                         |
| 7. Oktober 1984 – 13. Oktober 1984 1 Woche | 1                                        | U2                                       | Pride (In the Name of Love)              | –                         |
| 14. Oktober 1984 – 8. Dezember 1984 8 Wochen | 8                                        | Stevie Wonder                            | I Just Called to Say I Love You          | –                         |
| 9. Dezember 1984 – 19. Januar 1985 6 Wochen | 6                                        | Billy Ocean                              | Caribbean Queen                          | –                         |

## Alben
| ← 1983 ← | Liste der Nummer-eins-Hits in Neuseeland | Liste der Nummer-eins-Hits in Neuseeland | Liste der Nummer-eins-Hits in Neuseeland | 1985 →                    |
| \| Zeitraum \| Wo. ges. \| Interpret \| Titel \| Zusätzliche Informationen \| \| (Zeitraum, Wochen auf Platz eins, Interpret, Titel, zusätzliche Informationen) \| \| \| \| \| \| ------------------------------------------------------------------------------ \| -------- \| ------------------------ \| -------------------------------- \| ------------------------- \| \| 18. Dezember 1983 – 21. Januar 1984 5 Wochen \| 5 \| Duran Duran \| Seven and the Ragged Tiger \| – \| \| 22. Januar 1984 – 28. Januar 1984 1 Woche (insgesamt 3) \| 3 \| Billy Joel \| An Innocent Man \| – \| \| 29. Januar 1984 – 4. Februar 1984 1 Woche \| 1 \| Eurythmics \| Touch \| – \| \| 5. Februar 1984 – 11. Februar 1984 1 Woche \| 1 \| Daryl Hall & John Oates \| Greatest Hits Rock’n Soul Part 1 \| – \| \| 12. Februar 1984 – 25. Februar 1984 2 Wochen \| 2 \| Simple Minds \| Sparkle in the Rain \| – \| \| 26. Februar 1984 – 3. März 1984 1 Woche \| 1 \| U2 \| Under a Blood Red Sky \| – \| \| 4. März 1984 – 24. März 1984 3 Wochen \| 3 \| Foster & Allen \| Maggie \| – \| \| 25. März 1984 – 12. Mai 1984 7 Wochen \| 7 \| Michael Jackson \| Thriller \| – \| \| 13. Mai 1984 – 19. Mai 1984 1 Woche (insgesamt 3) \| 3 \| Thompson Twins \| Into the Gap \| – \| \| 20. Mai 1984 – 26. Mai 1984 1 Woche \| 1 \| Lionel Richie \| Can’t Slow Down \| – \| \| 27. Mai 1984 – 9. Juni 1984 2 Wochen (insgesamt 3) \| 3 \| Thompson Twins \| Into the Gap \| – \| \| 10. Juni 1984 – 4. August 1984 8 Wochen \| 8 \| (Soundtrack) \| Footloose \| – \| \| 5. August 1984 – 18. August 1984 2 Wochen (insgesamt 3) \| 3 \| Billy Joel \| An Innocent Man \| – \| \| 19. August 1984 – 15. September 1984 4 Wochen \| 4 \| Bob Marley & the Wailers \| Legend \| – \| \| 16. September 1984 – 29. September 1984 2 Wochen (insgesamt 4) \| 4 \| Sade \| Diamond Life \| – \| \| 30. September 1984 – 27. Oktober 1984 4 Wochen \| 4 \| Julio Iglesias \| 1100 Bel Air Place \| – \| \| 28. Oktober 1984 – 3. November 1984 1 Woche (insgesamt 2) \| 2 \| The Cars \| Heartbeat City \| – \| \| 4. November 1984 – 24. November 1984 3 Wochen \| 3 \| U2 \| The Unforgettable Fire \| – \| \| 25. November 1984 – 1. Dezember 1984 1 Woche (insgesamt 15) \| 15 \| Bruce Springsteen \| Born in the U.S.A. \| – \| \| 2. Dezember 1984 – 15. Dezember 1984 2 Wochen (insgesamt 4) \| 4 \| Sade \| Diamond Life \| – \| \| 16. Dezember 1984 – 19. Januar 1985 5 Wochen \| 5 \| The Cars \| Heartbeat City \| – \| |                                          |                                          |                                          |                           |
| ← 1983 |                                          |                                          |                                          | → 1985 →                  |
| Zeitraum | Wo. ges.                                 | Interpret                                | Titel                                    | Zusätzliche Informationen |
| (Zeitraum, Wochen auf Platz eins, Interpret, Titel, zusätzliche Informationen) |                                          |                                          |                                          |                           |
| 18. Dezember 1983 – 21. Januar 1984 5 Wochen | 5                                        | Duran Duran                              | Seven and the Ragged Tiger               | –                         |
| 22. Januar 1984 – 28. Januar 1984 1 Woche (insgesamt 3) | 3                                        | Billy Joel                               | An Innocent Man                          | –                         |
| 29. Januar 1984 – 4. Februar 1984 1 Woche | 1                                        | Eurythmics                               | Touch                                    | –                         |
| 5. Februar 1984 – 11. Februar 1984 1 Woche | 1                                        | Daryl Hall & John Oates                  | Greatest Hits Rock’n Soul Part 1         | –                         |
| 12. Februar 1984 – 25. Februar 1984 2 Wochen | 2                                        | Simple Minds                             | Sparkle in the Rain                      | –                         |
| 26. Februar 1984 – 3. März 1984 1 Woche | 1                                        | U2                                       | Under a Blood Red Sky                    | –                         |
| 4. März 1984 – 24. März 1984 3 Wochen | 3                                        | Foster & Allen                           | Maggie                                   | –                         |
| 25. März 1984 – 12. Mai 1984 7 Wochen | 7                                        | Michael Jackson                          | Thriller                                 | –                         |
| 13. Mai 1984 – 19. Mai 1984 1 Woche (insgesamt 3) | 3                                        | Thompson Twins                           | Into the Gap                             | –                         |
| 20. Mai 1984 – 26. Mai 1984 1 Woche | 1                                        | Lionel Richie                            | Can’t Slow Down                          | –                         |
| 27. Mai 1984 – 9. Juni 1984 2 Wochen (insgesamt 3) | 3                                        | Thompson Twins                           | Into the Gap                             | –                         |
| 10. Juni 1984 – 4. August 1984 8 Wochen | 8                                        | (Soundtrack)                             | Footloose                                | –                         |
| 5. August 1984 – 18. August 1984 2 Wochen (insgesamt 3) | 3                                        | Billy Joel                               | An Innocent Man                          | –                         |
| 19. August 1984 – 15. September 1984 4 Wochen | 4                                        | Bob Marley & the Wailers                 | Legend                                   | –                         |
| 16. September 1984 – 29. September 1984 2 Wochen (insgesamt 4) | 4                                        | Sade                                     | Diamond Life                             | –                         |
| 30. September 1984 – 27. Oktober 1984 4 Wochen | 4                                        | Julio Iglesias                           | 1100 Bel Air Place                       | –                         |
| 28. Oktober 1984 – 3. November 1984 1 Woche (insgesamt 2) | 2                                        | The Cars                                 | Heartbeat City                           | –                         |
| 4. November 1984 – 24. November 1984 3 Wochen | 3                                        | U2                                       | The Unforgettable Fire                   | –                         |
| 25. November 1984 – 1. Dezember 1984 1 Woche (insgesamt 15) | 15                                       | Bruce Springsteen                        | Born in the U.S.A.                       | –                         |
| 2. Dezember 1984 – 15. Dezember 1984 2 Wochen (insgesamt 4) | 4                                        | Sade                                     | Diamond Life                             | –                         |
| 16. Dezember 1984 – 19. Januar 1985 5 Wochen | 5                                        | The Cars                                 | Heartbeat City                           | –                         |